# 岸上腔吻鳕
岸上腔吻鳕（学名：Coelorhynchus kishinouyei），又稱岸上氏鬚鱈、胸斑腔吻鱈，为长尾鳕科腔吻鳕属的鱼类。分布于日本南部三崎、骏河湾、高知等外海以及台湾東港西南海域和东中国海琉球海沟北部等，属于西北太平洋水深250-450米的远洋底层鱼类。该物种的模式产地在三崎。

## 分布
本魚分布於西北太平洋，包括南日本太平洋側、台灣東北部與南部海域。

## 深度
水深100~300公尺。

## 特徵
身體甚為側扁，最高體高為胸鰭基部處寬度的1.5倍，越往尾部越尖細，頭部較扁平，吻短而鈍。眼大而圓，口小，齒為錐狀，六列排成寬齒帶；體被櫛鱗，鱗片上之小棘平行排列。腹鰭和肛門距離較近，最長鰭條可達肛門，發光器中長，由肛門起向前延伸止於兩腹鰭基底之間，胸鰭基部上方有一大的原型黑斑。體色一般為灰褐色或暗紅色，腹部白色。體長可達36公分。

## 生態
本魚棲息於數百公尺深的深海，以沙泥質中之有機物為食，偶而在胃中發現甲殼類。生殖季在二月到四月。游動緩慢，喜靜伏。

## 經濟利用
一般均作下雜魚處理或做成魚粉。